# Aeroportul Friday Harbor
Aeroportul Friday Harbor (IATA: FRD, ICAO: KFHR, FAA LID: FHR) este un aeroport din Washington, Statele Unite ale Americii ce deservește zona Friday Harbor⁠(d). Aeroportul a fost tranzitat în 2019 de 27.154 de pasageri. A fost numit după zona deservită.
Situat la o altitudine de 34 m, aeroportul dispune de 1 pistă.

## Infrastructură

### Piste
Aeroportul dispune de o singură pistă. Pista 16/34 are suprafața de asfalt și dimensiunile 3.402 picioare × 75 picioare. 